# حفاظت در مقیاس چشم‌انداز

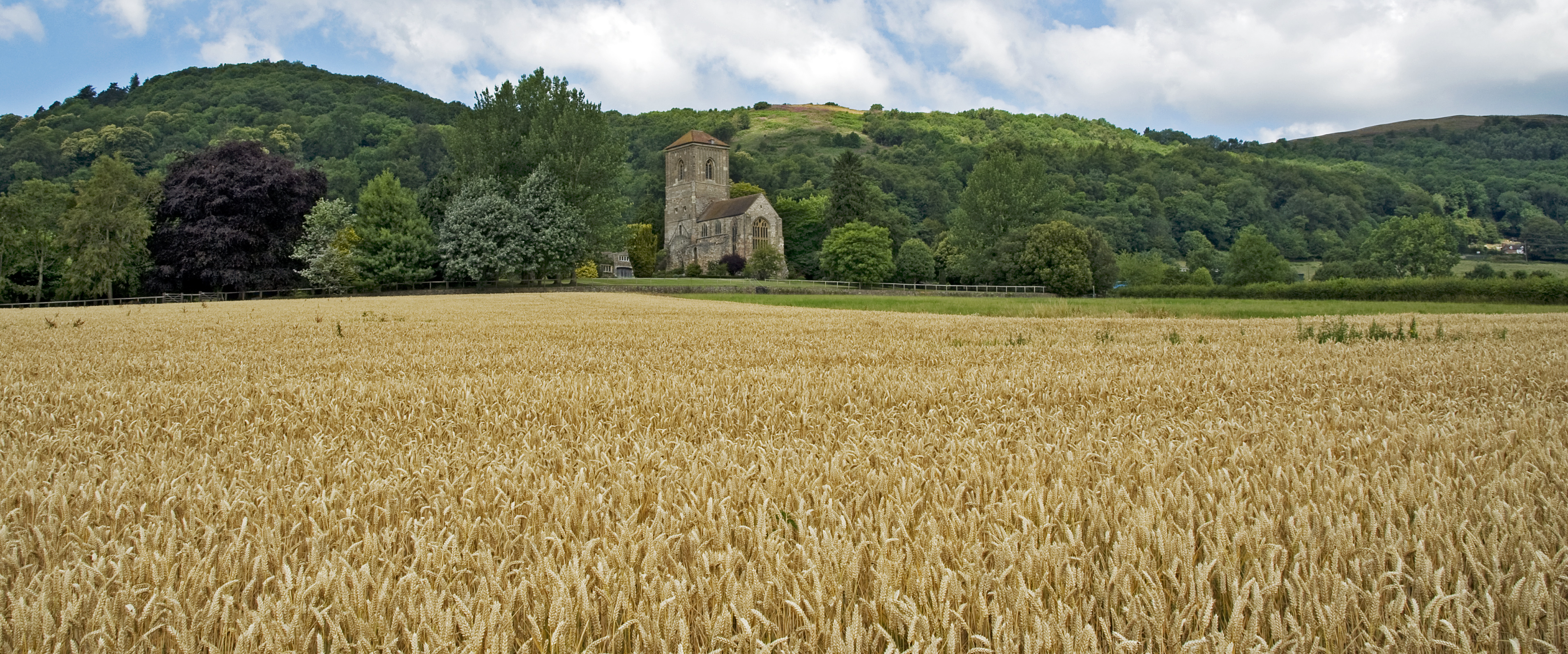
حفاظت در مقیاس چشم‌انداز تلاش می‌کند تا فشارهای رقابتی را در مناطق تعیین‌شده با زیبایی طبیعی برجسته در سراسر بریتانیا هماهنگ کند.

حفاظت در مقیاس چشم‌انداز (به انگلیسی: Landscape-scale conservation) یک رویکرد کل‌نگر برای مدیریت چشم‌انداز است که هدف آن هماهنگی هدف‌های رقابتی حفاظت طبیعت و فعالیت‌های اقتصادی در سراسر یک چشم‌انداز تعیین‌ شده‌است. گاهی ممکن است به دلیل گرمایش جهانی، حفاظت در مقیاس چشم‌انداز انجام شود. می‌توان آن را به عنوان جایگزینی برای حفاظت در مقیاس زیستگاه در نظر گرفت.

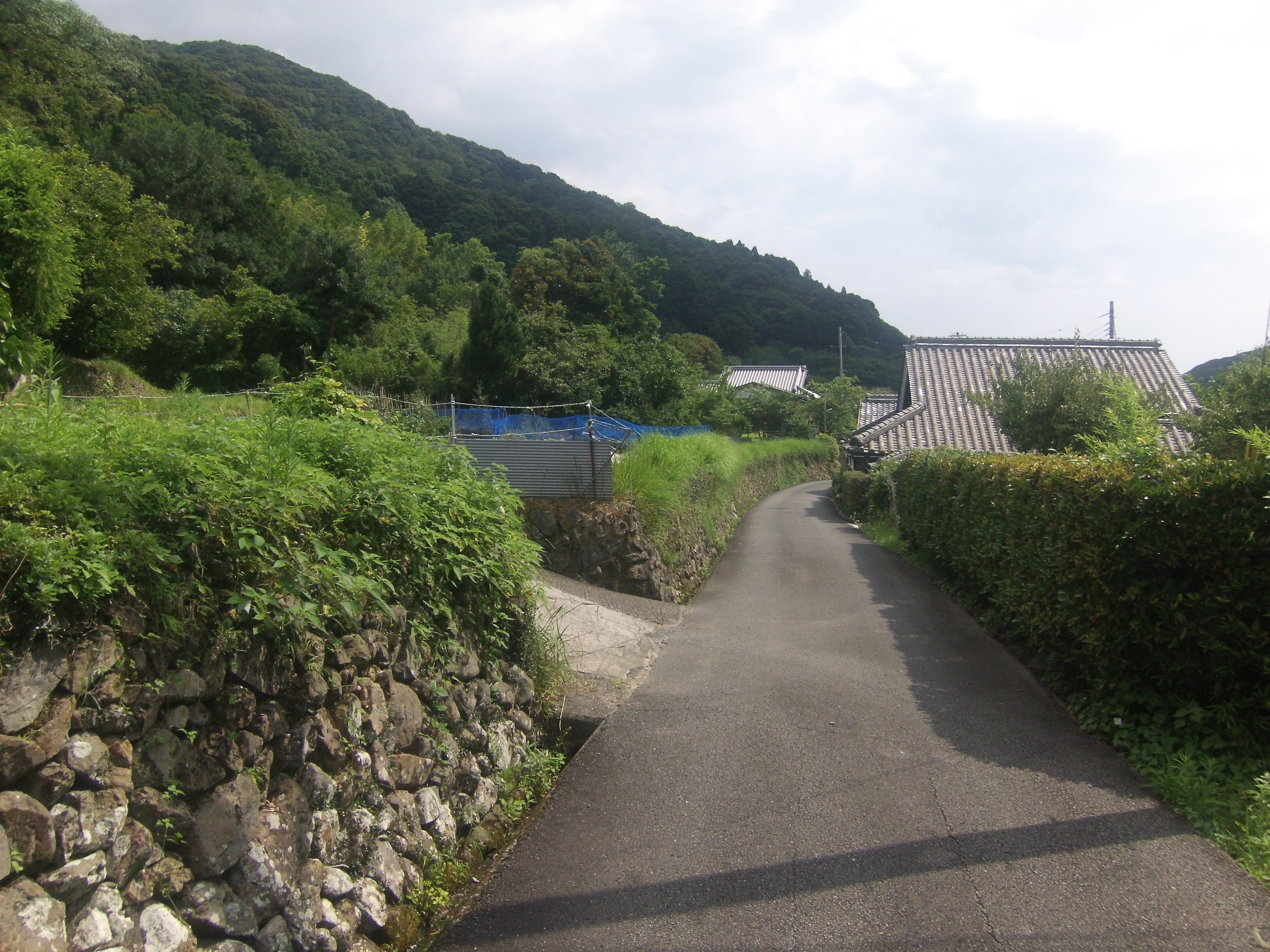
چشم‌انداز سمت چپ به عنوان ساتویاما شناخته می‌شود. یک جنگل پسین سنتی تحت تأثیر انسان در مرز مزارع کشاورزی در ژاپن. جنبش حفاظت از در دهه ۱۹۸۰ در ژاپن گسترش یافت و تا سال ۲۰۰۱ بیش از ۵۰۰ گروه زیست‌محیطی در آن شرکت داشتند.